# Gerda Wegener
Gerda Wegener (születési név: Gerda Marie Fredrikke Gottlieb; 1885. március 15. – 1940. július 28.) dán festőművész.
Szecessziós és Art déco stílusú képeket festett.
Bizonytalan nemi identitású házastársa, Lili Elbe néven volt kedvenc modellje, aki több nővé változtató műtét következtében végül is meghalt. Élettörténetük David Ebershoff bestseller regényének vált alapsztorijává, amiből a „Dán lány (Danish Girl)” című – egy Oscart és BAFTA díjat is elnyert – film készült.

## Pályakép
„Gerda Wegener, vagy ahogyan naplójában elnevezte magát, Andreas Sparre, tehetséges tájképfestőként kezdte gyorsan felívelő és még gyorsabban lehanyatló művészi pályáját.”

– 

Gerda Wegener konzervatív oktatást kapott. Tinédzser korában rávette szüleit, hogy költözzenek Koppenhágába. Ott  a Royal Women's Cultural and Fine Arts akadémián tanult. Sikereket ért el, tanárai tehetséges diáknak tartották. Művészi karrierje az Akadémia elvégzése után attól indult be, hogy a Politiken című lap által kiírt rajzversenyt megnyerte.  A Vogue, a La Vie parisienne és más folyóiratok illusztrátoraként foglalkoztatták.
Kiállításai voltak szerte Európában népszerű művészeti galériákban. Szecessziós képei között jócskán vannak gátlástalanul erotikus tartalmú festmények is. A művészeti iskolában ismerkedett meg Lili Elbe művésztársával – akkor még Einar Wegener néven. 1904-ben házasodtak össze, amikor Gerda 18, Lili 22 éves volt. Beutazták Olaszországot és Franciaországot, végül 1912-ben Párizsban telepedtek le. A házaspár belemerült a korabeli életstílusba, sok művész, táncos és a művészeti világ más szereplőivel barátkoztak, gyakran vettek részt karneválokon és más nyilvános fesztiválokon.
Ez idő alatt Elbe női ruhákat kezdett viselni, és felvette női nevét és személyét, ezzel Gerda Wegener kedvenc modelljévé vált, gyönyörű nőket ábrázoló festményein, akiknek kísérteties mandula alakú szemei vannak elegánsan öltözve. 1913-ban a művészvilág megdöbbent, amikor megtudták, hogy a modell, aki ihletet adott neki a fatális femmes nőknek, valójában a „férje”.
1912-ben férjével Párizsba költözött.
Gerda Wegener története a leszbikus romantika korában divatos volt XX. század elején. Erotikus képein szeszélyes pózokban mutogatják magukat és szerelmeskednek a szabadságszerető és kényeztető városban, Párizsban. Megbízható feljegyzések szerint Gerda Wegener leszbikus volt, amit nyíltan vállalt is.
A férj, Einar Wegener volt az egyik első ember, aki nemiszerv-átalakító műtéteken esett át. Felesége támogatta és mindvégig mellette maradt.
Lili Elbe halála után Gerda Wegener hozzáment egy olasz katonatiszthez. Marokkóban éltek egy darabig, később elváltak. Gerda depressziós volt, alkoholista lett. Visszatért Dániába, ahol képeslapok festéséből próbált megélni. Nyomorban, családtagok nélkül halt meg.

## Képek

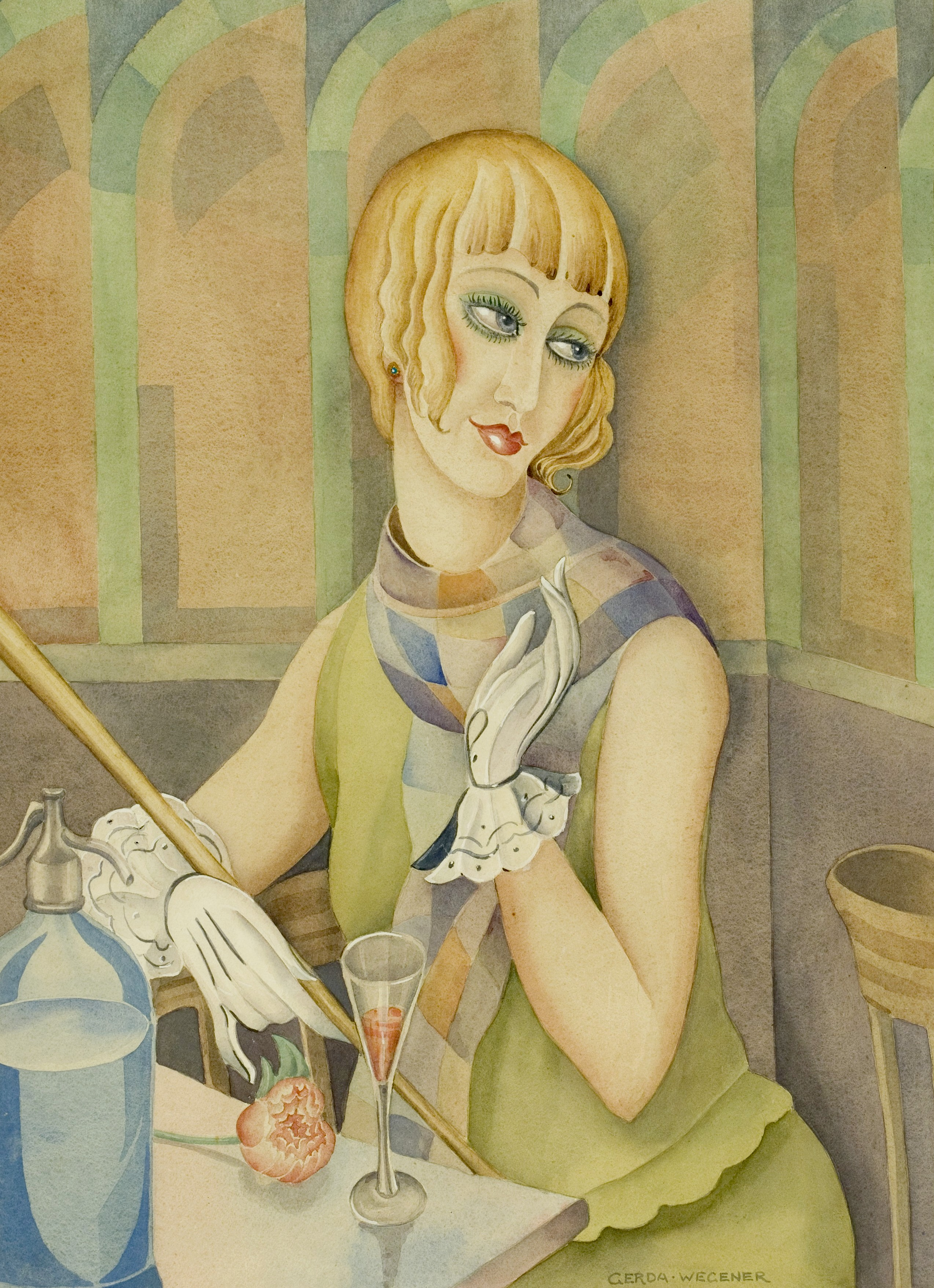
Lili Elbe arcképe
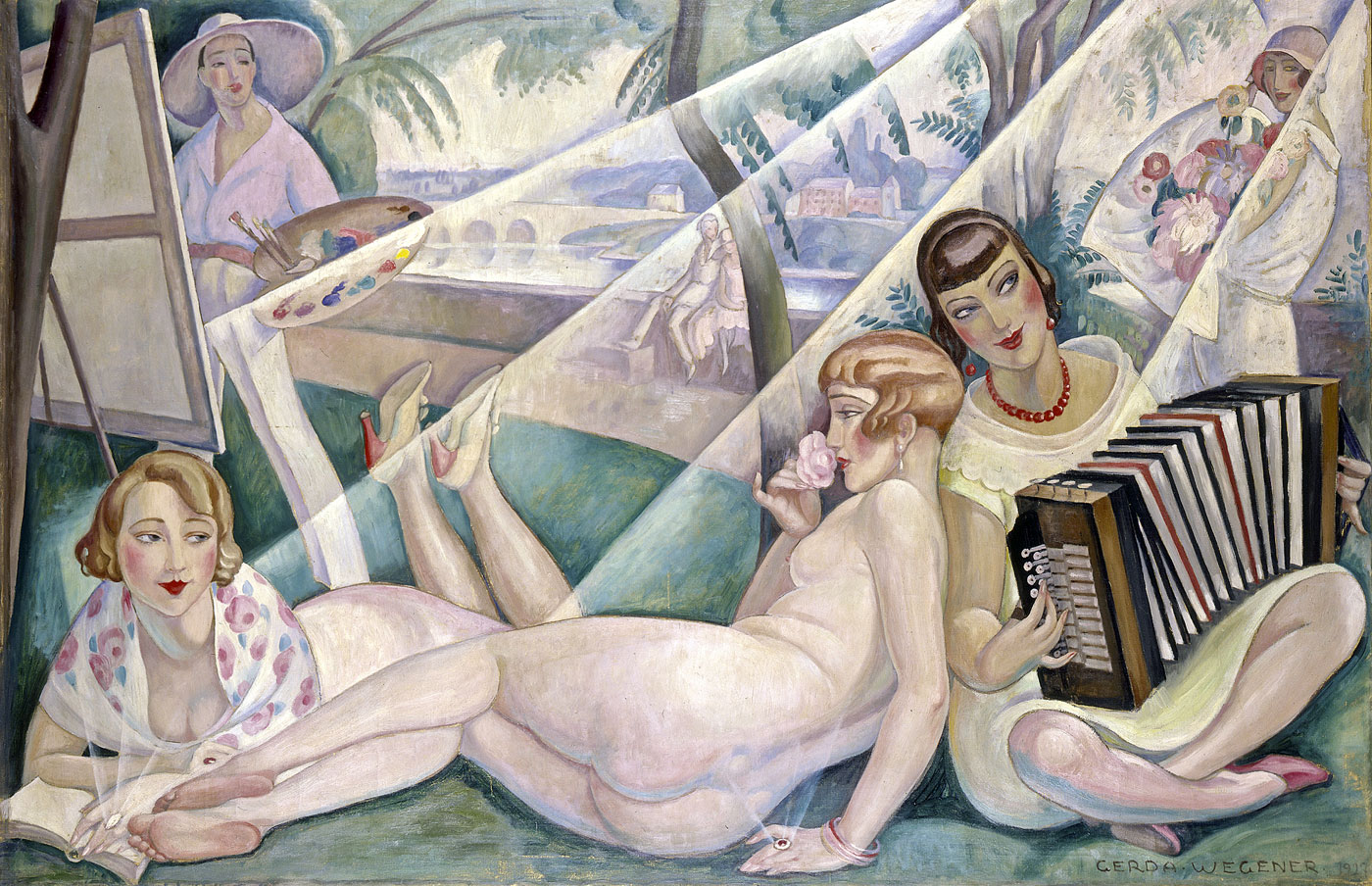
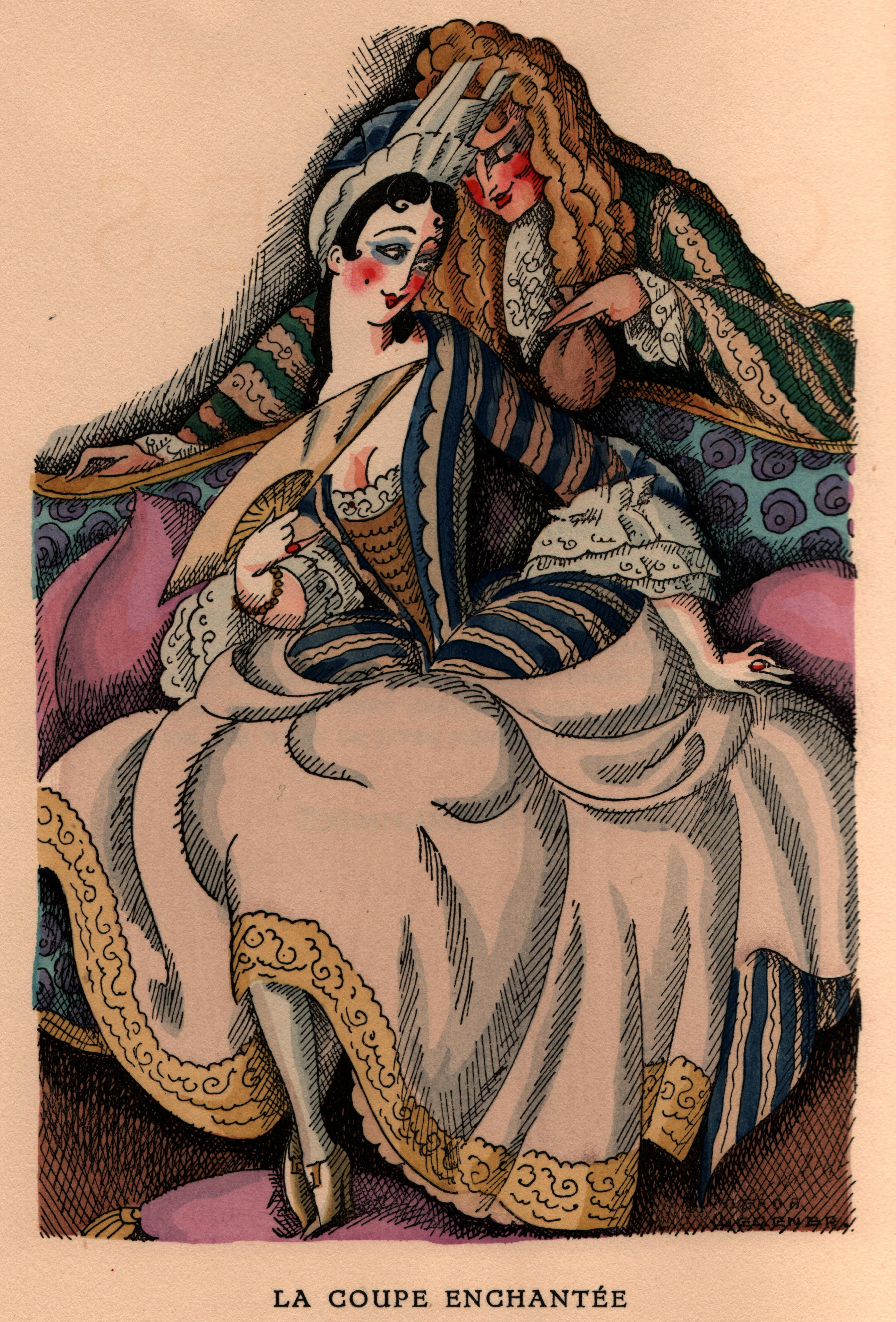
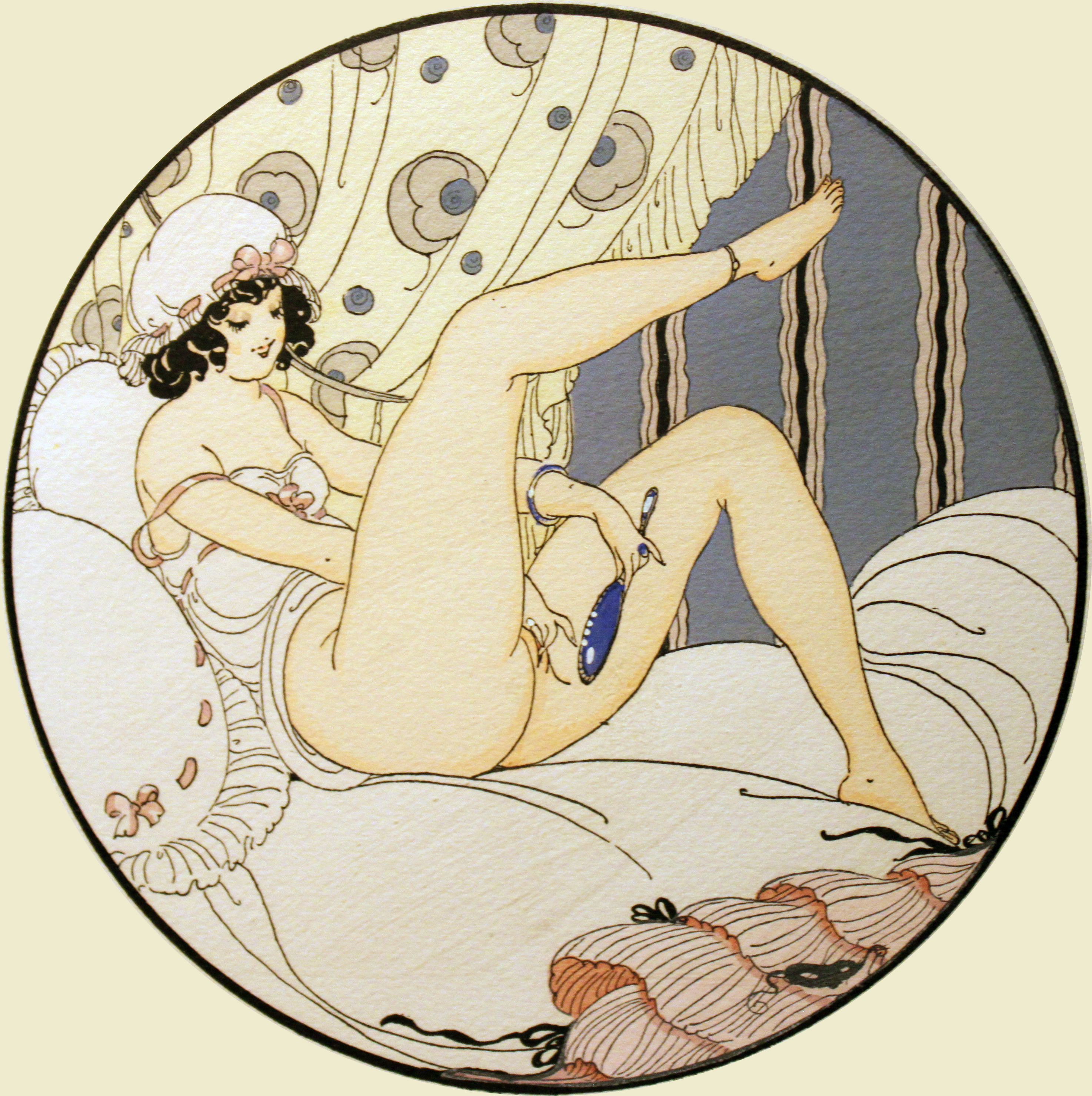
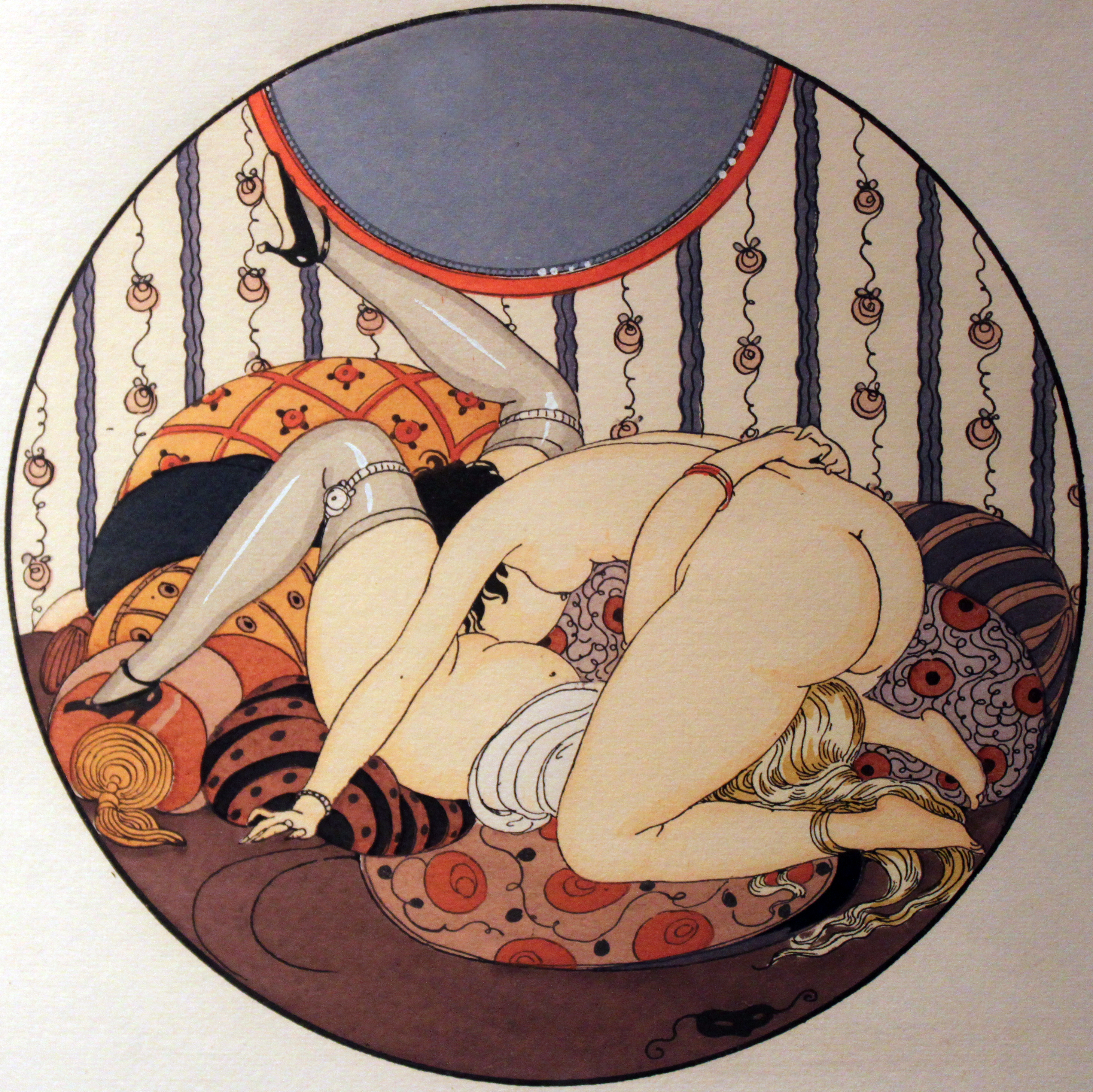
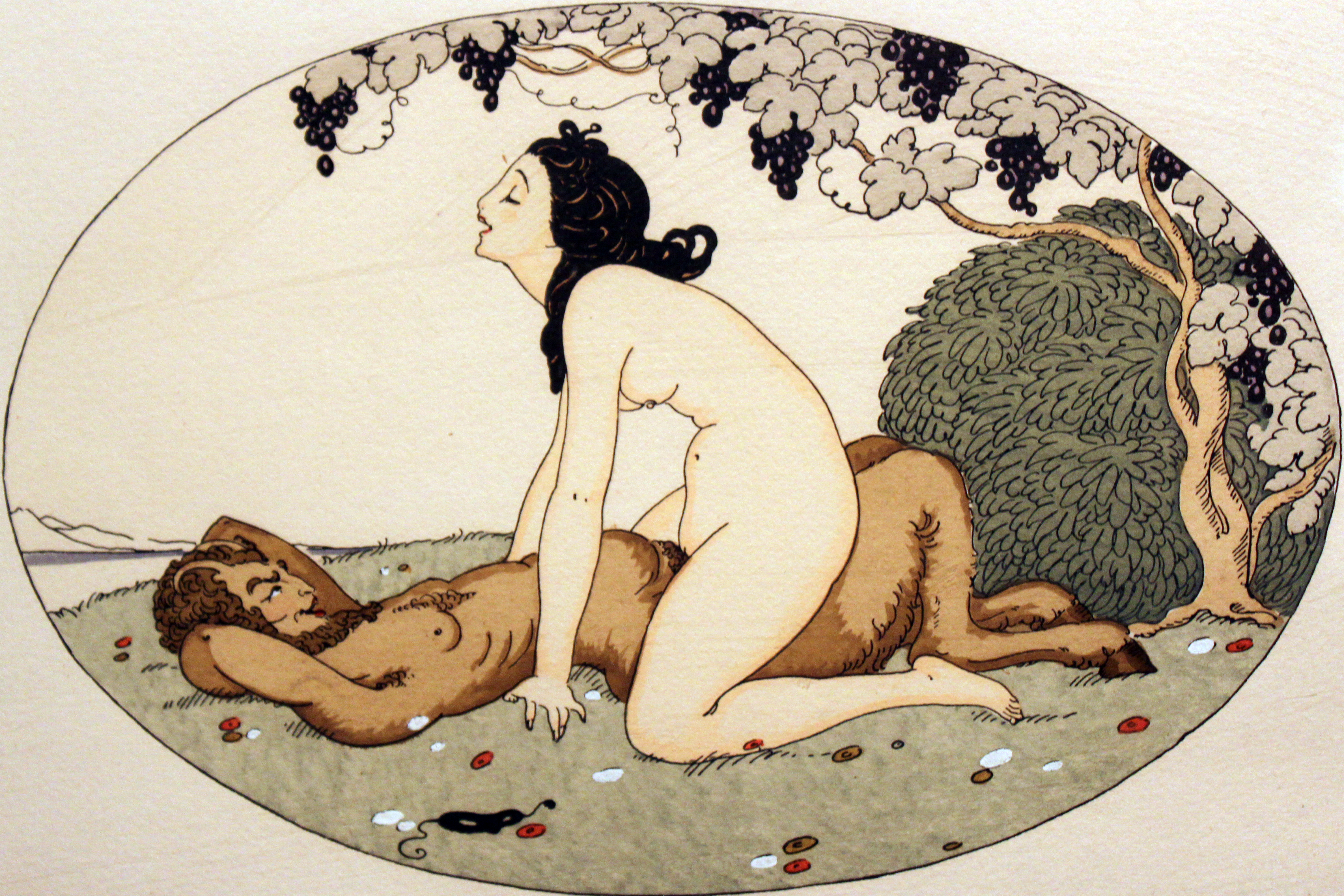
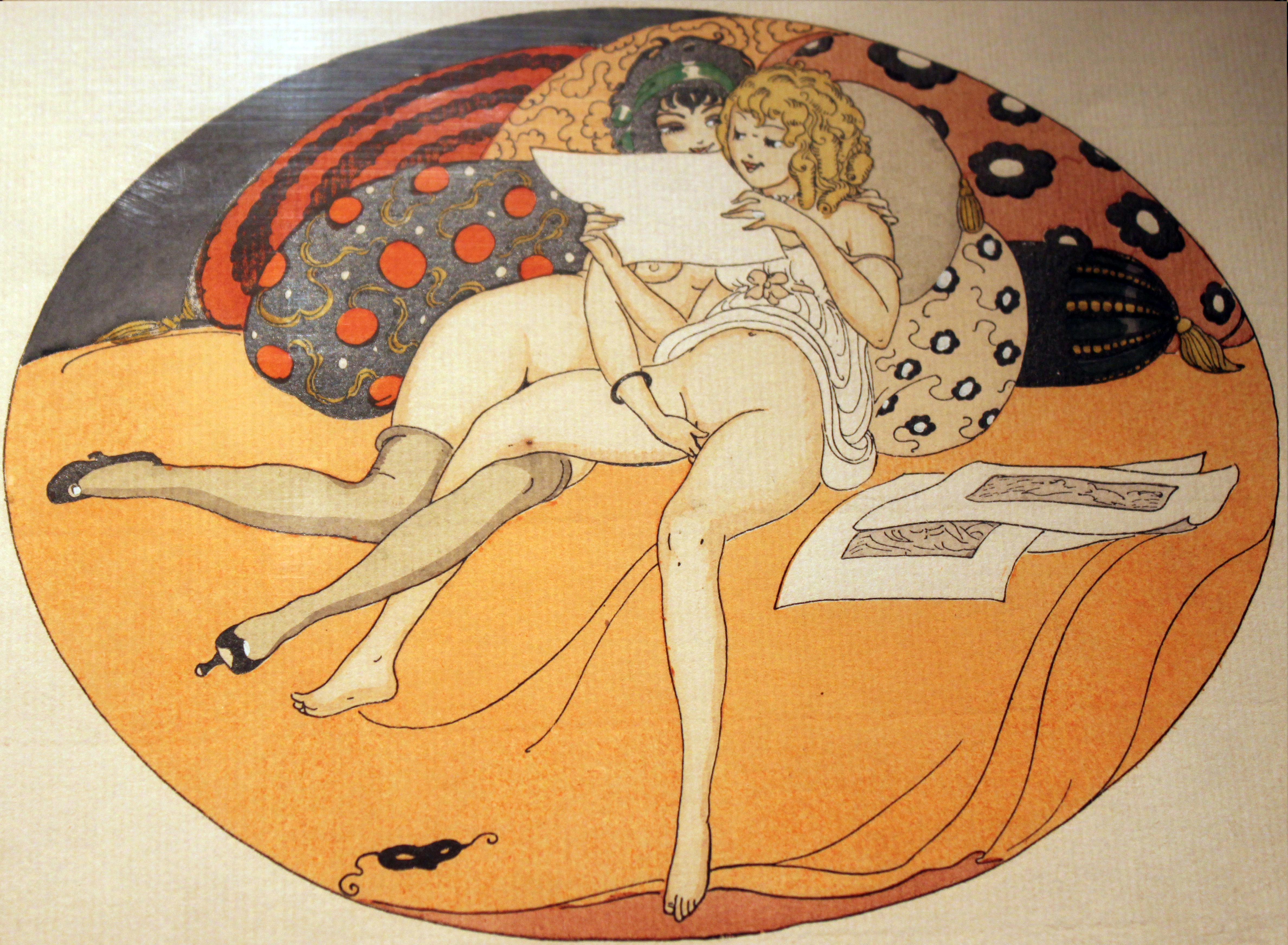
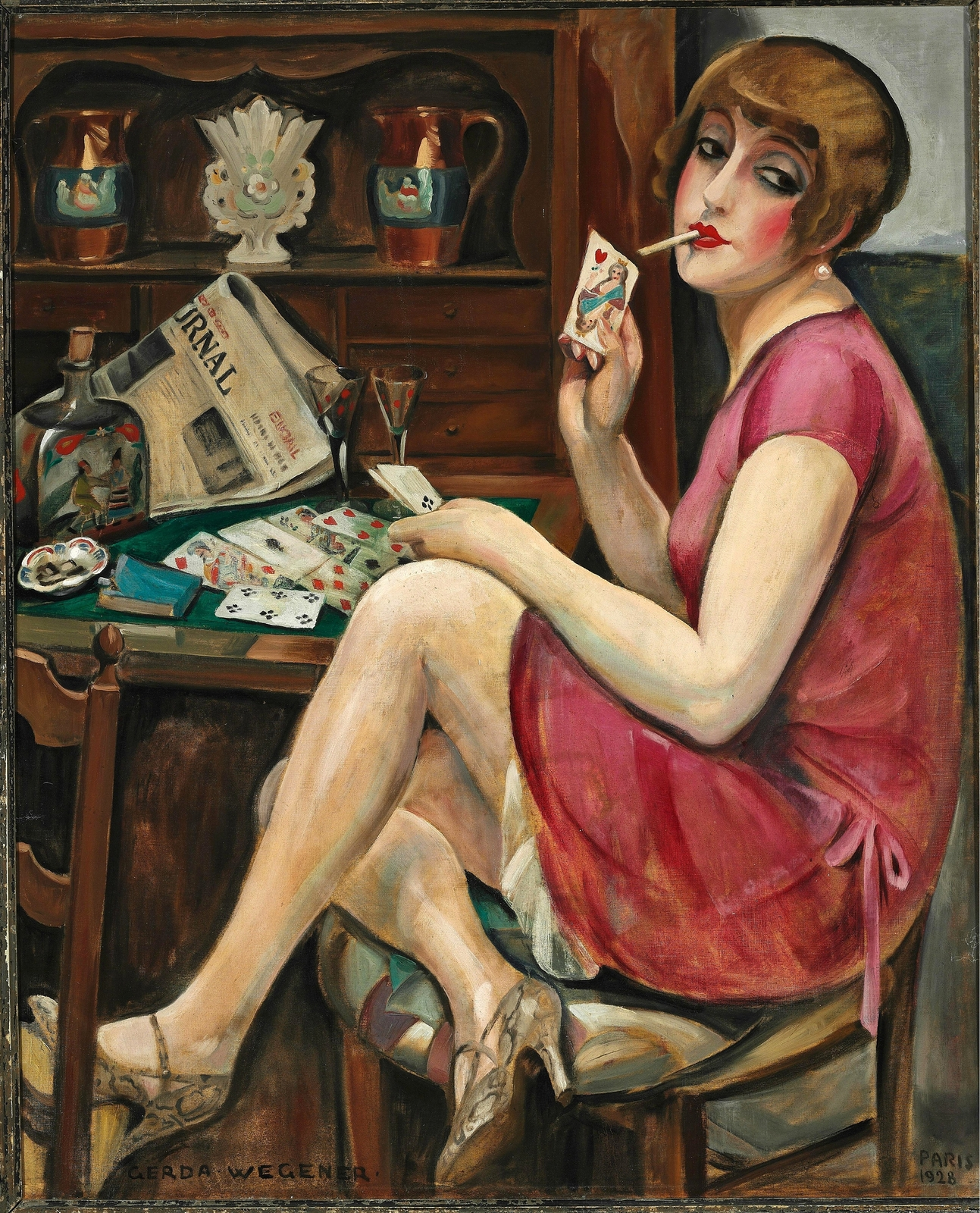